# Hyppa rectilinea
Hyppa rectilinea là một loài bướm đêm trong họ Noctuidae.

## Hình ảnh

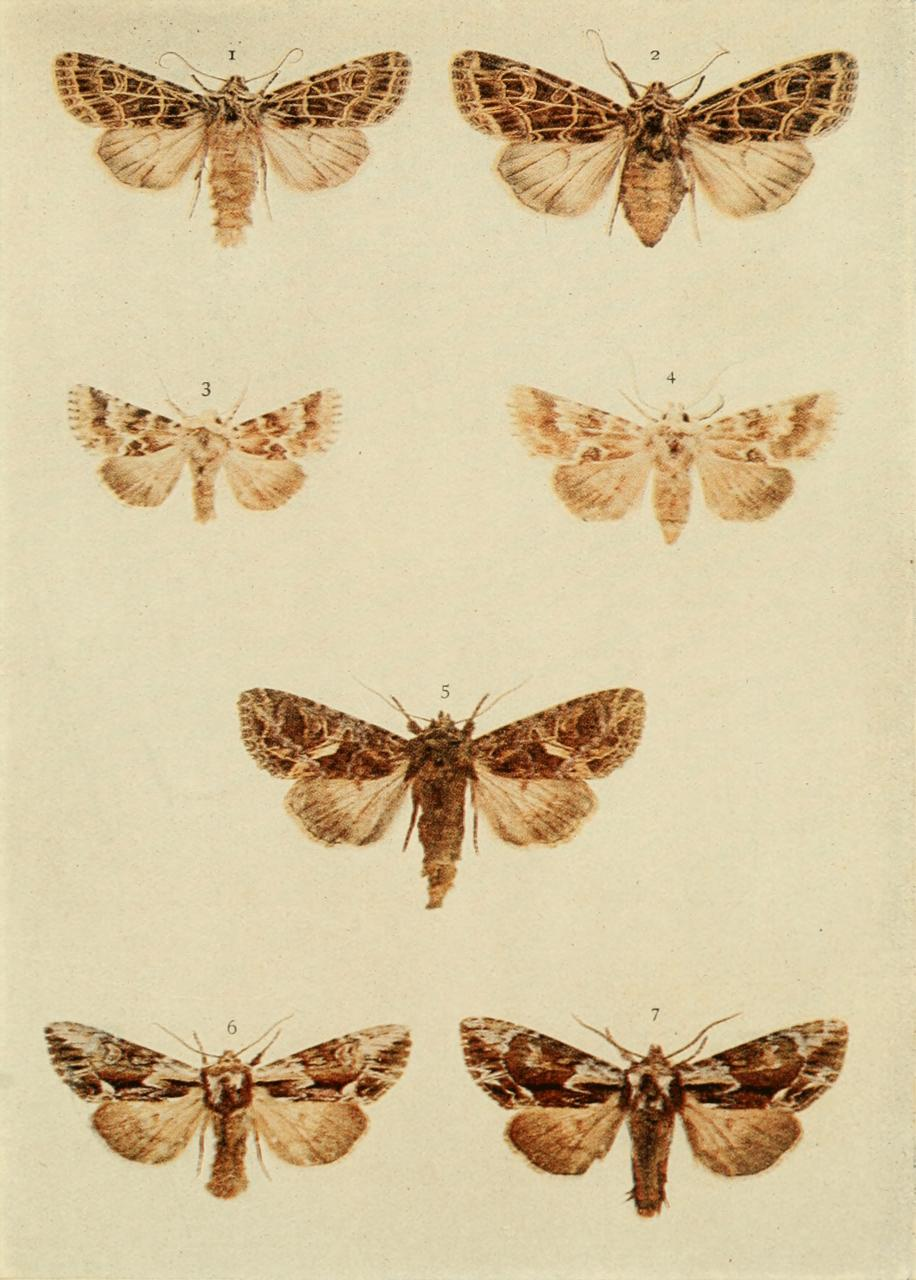